# Иполиту, Диегу
Диегу Матиас Иполиту (порт. Diego Matias Hypólito, род. 19 июня 1986, Санту-Андре, штат Сан-Паулу, Бразилия) — бразильский гимнаст, двухкратный чемпион мира в вольных упражнениях и пятикратный чемпион Панамериканских игр.

## Биография
Родился в 1986 году в Санту-Андре в семье с сильными спортивными традициями: его старшая сестра Даниэли стала первым в истории представителем Бразилии, завоевавшим медаль чемпионата мира по гимнастике. В 7-летнем возрасте, следуя примеру старшей сестры, начал заниматься гимнастикой. В 1997 году стал чемпионом в вольных упражнениях среди детей на чемпионате Бразилии, в 2001 году стал чемпионом Бразилии среди юниоров в многоборье. В 2003 году завоевал две серебряные медали Панамериканских игр. В 2005 году стал обладателем золотой медали чемпионата мира. В 2006 году стал серебряным призёром чемпионата мира. В 2007 году завоевал золотую медаль чемпионата мира, а также две золотые и одну серебряную медали Панамериканских игр. Весной 2008 года заболел лихорадкой денге, но успел выздороветь и восстановиться к Олимпийским играм в Пекине, где занял 6-е место в вольных упражнениях. В 2011 году стал бронзовым призёром чемпионата мира и завоевал три золотых медали Панамериканских игр. В 2012 году принял участие в Олимпийских играх в Лондоне, но успехов не добился. В 2014 году стал бронзовым призёром чемпионата мира.

## Награды
- Офицер ордена Риу-Бранку (12 апреля 2006 года)[2]